# Guus de Seriere
Guus de Seriere   (la Haia, 5 de març de 1893 - la Haia, 30 de desembre de 1980) va ser un futbolista neerlandès. Va formar part de la selecció neerlandesa de futbol, amb la qual va disputar dos partits. Hi va jugar el seu primer partit el 2 d'abril de 1911.